# Canal+ Liga
Canal+ Liga fue un canal de televisión español de pago, propiedad de Telefónica, dedicado exclusivamente a las competiciones nacionales de fútbol de Liga y Copa en España. Contaba con otras cuatro señales (A–D) y con Canal+ Liga Multi, que daban cobertura de otros partidos disputados simultáneamente en la competición.

## Historia
El 22 de julio de 2009, Prisa TV anuncia la creación de este canal para su plataforma de pago Digital+, destinado principalmente a emitir varios partidos de cada jornada (3 en la temporada 2009/10 y 8 desde la temporada 2012/13) del Campeonato Nacional de Liga de Primera División, que hasta la temporada 2008/09 se emitían en la modalidad de pago por visión (PPV).
El canal nació como competencia directa del canal Gol Televisión, propiedad de Mediapro, con quien compartió entre 2009 y 2015, los derechos de emisión de varios partidos de Liga por jornada. El primer trienio 2009-12, tres partidos y el segundo 2012-15, ocho de los diez partidos por jornada de Liga, siendo siempre al menos uno de Madrid o Barcelona, así como la mayor parte de los partidos de cada ronda de la Copa del Rey hasta cuartos de final.
En la última temporada del canal 2015/16, retransmitió ocho partidos por jornada del Campeonato Nacional de Liga de Primera División (incluido «El Clásico» de la primera vuelta), y 44 partidos desde los dieciseisavos hasta cuartos de final, de la Copa de SM el Rey.

### Inicio y cese de emisiones
El sábado 29 de agosto de 2009, día del inicio de la primera jornada de Liga de la temporada 2009/10 de Primera y Segunda División, comenzaron las emisiones de Canal+ Liga, con el programa «El día del fútbol», como previo a los partidos Real Unión–Recreativo de la Liga adelante y el Real Madrid–Deportivo de la Liga BBVA. En los locales públicos, el canal comenzó a emitir el 21 de octubre de 2009, ostentado la licencia en exclusiva para estos establecimientos, a partir de la temporada 2012/13. Tras siete años de emisión y a la conclusión de la temporada 2015/16, el 22 de agosto de 2016, el canal cesó sus emisiones sustituyendo a beIN LaLiga. cuando Movistar recuperó el nombre creando Movistar LaLiga (ahora LALIGA TV por M+)

## Programación 2015/16
| Campeonato        | Partidos por jornada o ronda                          |
| ----------------- | ----------------------------------------------------- |
| Primera División  | 8/10 (Jornada)                                        |
| Copa de SM el Rey | 28/32 (dieciseisavos), 12/16 (octavos), 4/8 (cuartos) |

| Nombre            | Temática                                                                                |
| ----------------- | --------------------------------------------------------------------------------------- |
| El Día Antes      | Programa con la previa de los partidos de la jornada, emitido los viernes a las 20:00h. |
| El Día del Fútbol | Programas con las previas y el postpartido, emitidos durante la jornada.                |
| El Día Después    | Programa de resumen y análisis de la jornada, emitido los lunes de 20:15 a 21:30 h.     |